# Шел Рок (Ајова)
Шел Рок (енгл. Shell Rock) град је у америчкој савезној држави Ајова. По попису становништва из 2010. у њему је живело 1.296 становника.

## Демографија
Према попису становништва из 2010. у граду је живело 1.296 становника, што је -2 (-0.2%) становника више него 2000. године.
| Група             | 2000.         | 2010.         |
| Белци             | 1.276 (98,3%) | 1.255 (96,8%) |
| Афроамериканци    | 2 (0,2%)      | 0 (0,0%)      |
| Азијати           | 5 (0,4%)      | 3 (0,2%)      |
| Хиспаноамериканци | 3 (0,2%)      | 15 (1,2%)     |
| Укупно            | 1.298         | 1.296         |